# Andreas Gerardus Maria van Melsen

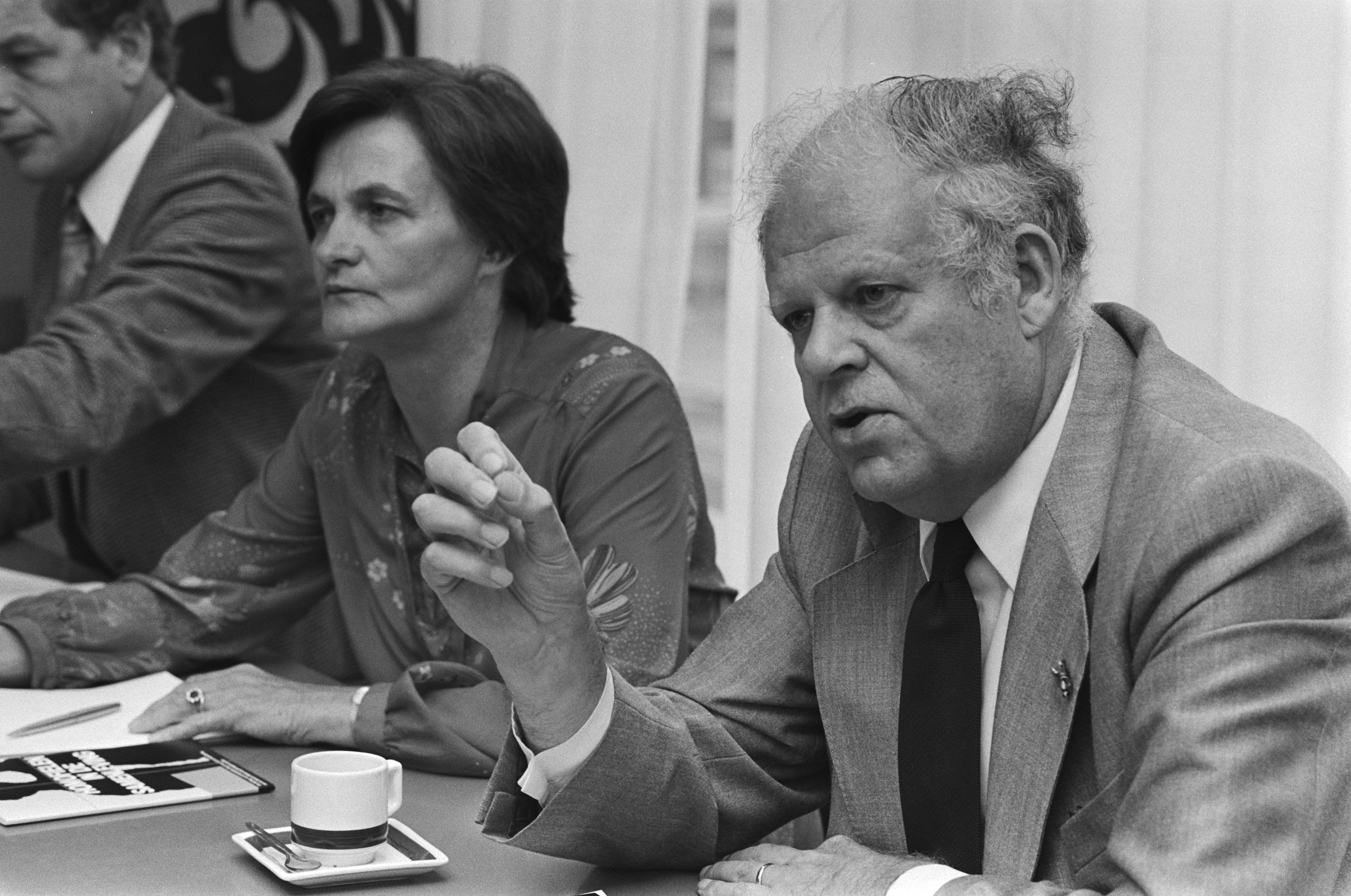
A.G.M van Melsen (1979)

Andreas Gerardus Maria van Melsen, meist A. G. M. van Melsen zitiert, (* 10. November 1912 in Zeist; † 8. Oktober 1994 in Nijmegen) war ein niederländischer Wissenschaftsphilosoph. Er war Professor an der Radboud-Universität Nijmegen.

## Leben
Andreas Gerardus Maria war der Sohn des Andreas Gerdinus van Melsen (* 4. Januar 1878 in Zeist; † 28. Juni 1943 in Utrecht) und dessen Frau Anna Maria de Visscher (* 15. November 1885; † 8. Dezember 1945 in Utrecht). Van Melsen besuchte das bischöfliche Kolleg in Roermond und studierte nach dem Abitur 1930 Chemie und Philosophie an der Universität Utrecht. Hier besuchte er die philosophischen Vorlesungen von Innocentius Jozefus Maria van den Berg (1890–1977), Albertus Carolus Gorgonius Gregorius Doodkorte (1869–1938), Peter Hoenen (1880–1961) und trat der Studentenvereinigung Veritas bei. 1937 bis 1945 war er Assistent für anorganische Chemie in Utrecht und unterrichtete gleichzeitig Chemie am Lyzeum in Amersfoort. 1941 promovierte er unter Hugo Rudolph Kruyt mit der chemischen Abhandlung Het wijsgeerig verleden der atoomtheorie (Deutsch: Die philosophische Vergangenheit der Atomtheorie) zum Doktor der Naturwissenschaften. 1945 wurde er Lektor und 1946 Professor für Philosophie, Logik und Naturphilosophie an der Universität Nijmegen, an der er 1955/56 Rektor war und 1957 bis 1967 die Fakultät für Mathematik und Naturwissenschaften leitete. 1977 wurde er emeritiert. Im selben Jahr wurde das Katholische Studienzentrum (KSC) an der Universität eingerichtet, das er mit gründete. Bis 1985 war er in deren Leitungsrat.
1951/52 war er Gastprofessor an der Duquesne University in Pittsburgh. 1953 bis 1966 hatte er einen Lehrauftrag für Philosophie der exakten Wissenschaften an der Rijksuniversiteit Groningen. 1966 bis 1970 war er Vorsitzender des Konzilsrats des Pastoralkonzils der niederländischen Kirchenprovinz. Er war aktiv im Gesprächskreis protestantischer und katholischer Hochschullehrer der Niederlande. Er wurde Ehrendoktor 1980 der freien Universität von Amsterdam, 1953 Ehrendoktor der Duquesne University in Pittsburg und 1984 Ehrendoktor der Universität von Santo Tomas in Manila. Man ernannt ihn zum Ritter des Ordens vom niederländischen Löwen und zum Komtur des Gregoriusordens.
1947 bis 1982 war er Mitherausgeber der Tijdschrift voor Filosofie und 1951 bis 1983 der Algemeen Nederlands Tijdschrift voor Wijsbegeerte.
Melsen verheiratete sich am 13. Juli 1940 in Hilversum mit Cornelia Johanna Maria Bernsen (* 15. Januar 1915 in Kerkrade; † 25. November 2006 in Renkum), die Tochter des Hendrikus Michael Bernsen (* ca. 1881; † 18. Februar 1946 in Hilversum) und dessen Frau Alida Cornelia Huijg (* ca. 1884; † 18. Mai 1969 in Oss).

## Werke (Auswahl)
Melsen hatte 15 Bücher und ungefähr 400 Aufsätze in den Fachzeitschriften und Journalen seiner Zeit verfasst. Die folgende Ausführung bietet einen etwaigen Überblick seiner Arbeiten.
- Atom, Orbis academicus, Karl Alber Verlag 1957
- Ethik und Naturwissenschaft. Eine Besinnung auf den Zusammenhang zwischen Natur und Sittlichkeit, Köln, Bachem 1967
- Evolution and Philosophy, Pittsburgh, Duquesne University Press, 1965
- mit Reinout Bakker, C. A. van Peursen: Inleiding tot de wijsbegeerte in christelijk perspectief, Kampen: Kok 1981
- Van atomos naar atoom; de geschiedenis van het begrip atoom, Amsterdam, Meulenhoff 1949
- From atomos to atom: The history of the concept atom, Dover 2004
- Philosophy of Nature, Pittsburgh, Duquesne University Press, 1953, 3. Auflage 1961
- Physical science and ethics: A reflection on the relationship between nature and morality, Pittsburgh, Duquesne University Press, 1967
- Science and responsibility, Duquesne University Press, 1970